# 泰廖
泰廖（義大利語：Teglio），是意大利松德里奥省的一个市镇。总面积115平方公里，人口4765人，人口密度41.4人/平方公里（2009年）。国家统计（ISTAT）代码为014065。